# Nephodia hija
Nephodia hija là một loài bướm đêm trong họ Geometridae.